# Julia Glass
Pour les articles homonymes, voir Glass.
Julia Glass, née le 23 mars 1956  à Boston, est une écrivaine américaine.

## Biographie
Elle obtient le National Book Award en 2002 pour Three Junes (Jours de juin).

## Œuvres traduites en français
- Jours de juin [« Three Junes »], trad. d’Anne Damour, Paris, Éditions Des Deux Terres, 2002 / 2006, 654 p.  (ISBN 2-84893-029-2)[1]
- Refaire le monde [« The Whole World Over »], trad. de Sabine Porte, Paris, Éditions Des Deux Terres, 2006 / 2009, 766 p.  (ISBN 978-2-84893-060-2)
- Louisa et Clem [«  I See You Everywhere »], trad. d’Anne Damour, Paris, Éditions Des Deux Terres, 2011, 426 p.  (ISBN 2-84893-029-2)
- Les Joies éphémères de Percy Darling [« The Widower's Tale »], trad. de Sabine Porte, Paris, Éditions Des Deux Terres, 2010 / 2012, 648 p.  (ISBN 978-2-84893-115-9)
- La Nuit des lucioles ["And the Dark Sacred Night"], trad. d'Anne Damour, Paris, Éditions Des Deux Terres, 2014 / 2015, 571 p.  (ISBN 978-2-84893-207-1)
- Une maison parmi les arbres ["A House Among the Trees"], trad. de Josette Chicheportiche, Paris, Éditions Gallmeister, coll. « Fiction », 2017 / 2018, 464 p.  (ISBN 978-2-35178-182-1)
- En ces temps de tempêtes, Paris, Éditions Gallmeister, coll. « Fiction », 2022 / 2023
- Je te vois partout [«  I See You Everywhere »], trad. d’Anne Damour, Paris, Gallmeister, coll. « Fiction », 2024, 426 p.  (ISBN 978-2-404-02359-5)